# Vlag van Småland
De vlag van Småland kan verwijzen naar twee verschillende vlaggen.

## Vlag van het landschap Småland
De vlag van het landschap Småland is een rechthoekige banier van het wapen van deze Zweedse landschap. De vlag bestaat uit een gouden veld staat een rode leeuw met zijn blauwe tong uitgestoken.
In de versie van het wapen dat oorspronkelijk ontworpen werd door de zonen van de Zweedse koning Gustaaf Wasa, was de kruisboog ingebed tussen rozen. Nadat Johan III tot koning was gekroond, werd het wapen sinds 1569 gedragen door een leeuw en kreeg de vlag zijn huidige uiterlijk.

## Onofficiële streekvlag van Småland
De onofficiële streekvlag van Småland is ontworpen in 1992. De vlag bestaat uit een groene achtergrond met rood Scandinavisch kruis met witte randen. Groen symboliseert de tuinen, boomgaarden en bossen van de provincie. Rood symboliseert de huizen in de regio, die in het traditionele Falurood zijn geschilderd, en de rode bosbessen. Wit is dan de kleur details op het huis, zoals ramen en deuren, geschilderd in een lichte kleur. De vlag heeft een semi-officiële status.